# 4847 Amenhotep
4847 Amenhotep је астероид главног астероидног појаса са средњом удаљеношћу од Сунца која износи 2,166 астрономских јединица (АЈ).
Апсолутна магнитуда астероида је 14,9.